# 谷山浩子 THE BEST
『谷山浩子 THE BEST』（たにやまひろこ・ザ・ベスト）は、1985年11月21日に発売された谷山浩子の2枚目のベスト・アルバム。

## 概要
1983年に発売された1枚目のベスト・アルバム『谷山浩子 BEST SELECTION』以降のシングルから、「ラ・ラ・ルウ」「ブルーブルーブルー」「DESERT MOON」、アルバム「空飛ぶ日曜日」から「うさぎ」「恋するニワトリ」「ほおずきランプともして」「闇に走れば」、アルバム「水の中のライオン」から「夜のブランコ」を収録している。
『谷山浩子 BEST SELECTION』収録曲のうち6曲が本アルバムと共通である（「谷山浩子 BEST SELECTION」LP版には「ラ・ラ・ルウ」は含まれていなかったので、CD版との比較であれば7曲が共通）。そのうち「カントリーガール」はアルバム「眠れない夜のために」版に変わっている。

## 収録曲
- 作詞・作曲:谷山浩子（特記除く）

1. てんぷら☆さんらいず (2:32) (* シングル版)
編曲:鳴海寛・山川恵津子
2. ブルーブルーブルー (3:23) (* シングル版)
編曲:川島裕二
3. うさぎ (3:13)
編曲:石井明・谷山浩子
4. 河のほとりに (3:13) (*)
編曲:クニ河内・戸塚修
5. ラ・ラ・ルウ (3:55) (*)
編曲:鷺巣詩郎
6. DESERT MOON (5:06) (* シングル版)
作詞・作曲:Dennis De Young、日本語訳:谷山浩子、編曲:鷺巣詩郎
7. 恋するニワトリ (2:27) (アルバム「空飛ぶ日曜日」版、NHK『みんなのうた』と別アレンジ)
編曲:石井明・谷山浩子
8. 風になれ-みどりのために- (3:45) (* シングル版)
編曲:鷺巣詩郎
9. 夜のブランコ (4:46)
編曲:松下誠
10. 窓 (3:50) (* シングル版)
編曲:小野崎孝輔
11. ほおずきランプともして (3:30)
編曲:石井明・谷山浩子
12. サーカス (3:39) (* シングル版)
編曲:平野孝幸
13. カントリーガール (4:37) (* アルバム「眠れない夜のために」版)
編曲:AQ・谷山浩子
14. 闇に走れば (3:37)
編曲:石井明・谷山浩子
15. おやすみ (3:35) (* アルバム「眠れない夜のために」版)
編曲:谷山浩子

(*)としたものは、シングル初出の曲。そのうち「ブルーブルーブルー」のみアルバム初収録のバージョン。